# یواس‌اس اورالی (دی‌ئی-۳۳۰)
یواس‌اس اورالی (دی‌ئی-۳۳۰) (به انگلیسی: USS O'Reilly (DE-330)) یک کشتی بود که طول آن ۳۰۶ فوت (۹۳ متر) بود. این کشتی در سال ۱۹۴۳ ساخته شد.